# Ultraman
Ultraman (jap. ウルトラマン, Urutoraman) ist eine japanische Science-Fiction-Fernsehserie aus dem Jahr 1966.
Unter der Regie von Hajime Tsuburaya und Akio Jissoji wurden 39 Episoden der Serie gedreht. Die von Eiji Tsuburaya kreierte Geschichte ist ein Ableger der Fernsehserie Ultra Q. Die erste Folge von Ultraman erschien am 17. Juli 1966 im japanischen Fernsehen.

## Inhalt
Der von Susumu Kurobe gespielte Ultraman ist ein Hybridwesen von M78, das auf der Jagd nach dem Kaijū Bemular (ベムラー, Bemurā) ist. Während seiner Suche nach Bemular kollidiert Ultraman über Japan mit einem Flugzeug und verschmilzt mit dem sterbenden Piloten der Maschine, Shin Hayata. Einerseits überlebt Hayata so den Absturz und andererseits wird es Ultraman ermöglicht, seine Suche nach Bemular fortzusetzen, ohne dass er von den Menschen als Alien erkannt wird.

## Neuverfilmungen
Die Serie wurde mehrfach als Fernsehserie oder Film neu umgesetzt. 1979 kam The Ultraman als erste Anime-Umsetzung ins japanische Fernsehen. Weitere Anime-Verfilmungen der Serie sind 1983 der Kurzfilm Ultraman Kids, 1987 der japanisch-amerikanische Film Ultraman: The Adventure Begins, 1990 Ultraman Graffiti, 1996 Ultraman Company und 1999 Ultraman: Love and Peace. In den 1990er Jahren gab es Neuauflagen der Realfilmserie mit Ultraman und Ultraman Gaia.

## Adaptionen
Die erste Umsetzung als Videospiel war für das SNES (1991) und Mega Drive (1993) unter den Ultraman: Towards the Future.
Für den WonderSwan Color erschien 2001 Ultraman - Hikari no Kuni no Shisha, 2004 folgte Ultraman Fighting Evolution 3 für die Playstation 2.
Seit 2011 erscheint in Japan außerdem eine Fortsetzung als Manga unter dem Titel Ultraman. 